# Letiště Berlín-Gatow

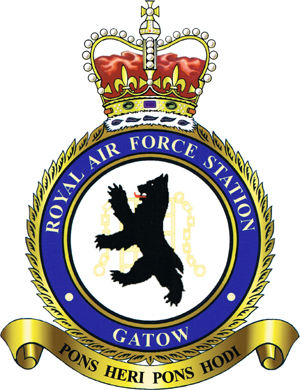
RAF Gatow

Letiště Berlín-Gatow, ležící v bývalé čtvrti Berlín-Gatow, dnes v městském obvodu Berlín-Spandau, sehrál v civilní dopravě města jen zcela podřadnou roli. Jeho užití spočívalo v roli vojenského letiště britského letectva RAF, významnější roli letiště sehrálo během Berlínské blokády. Letiště leží v bývalém britském sektoru města.
Berlínské letiště v městské části Gatow bylo postaveno roku 1935 v rámci znovuvyzbrojení nacistického Německa; poté zde byla umístěna Letecká válečná škola a Letecká akademie německé Luftwaffe. V květnu 1945 bylo letiště obsazeno Rudou armádou, ale již v červenci téhož roku bylo letiště předáno britské RAF.

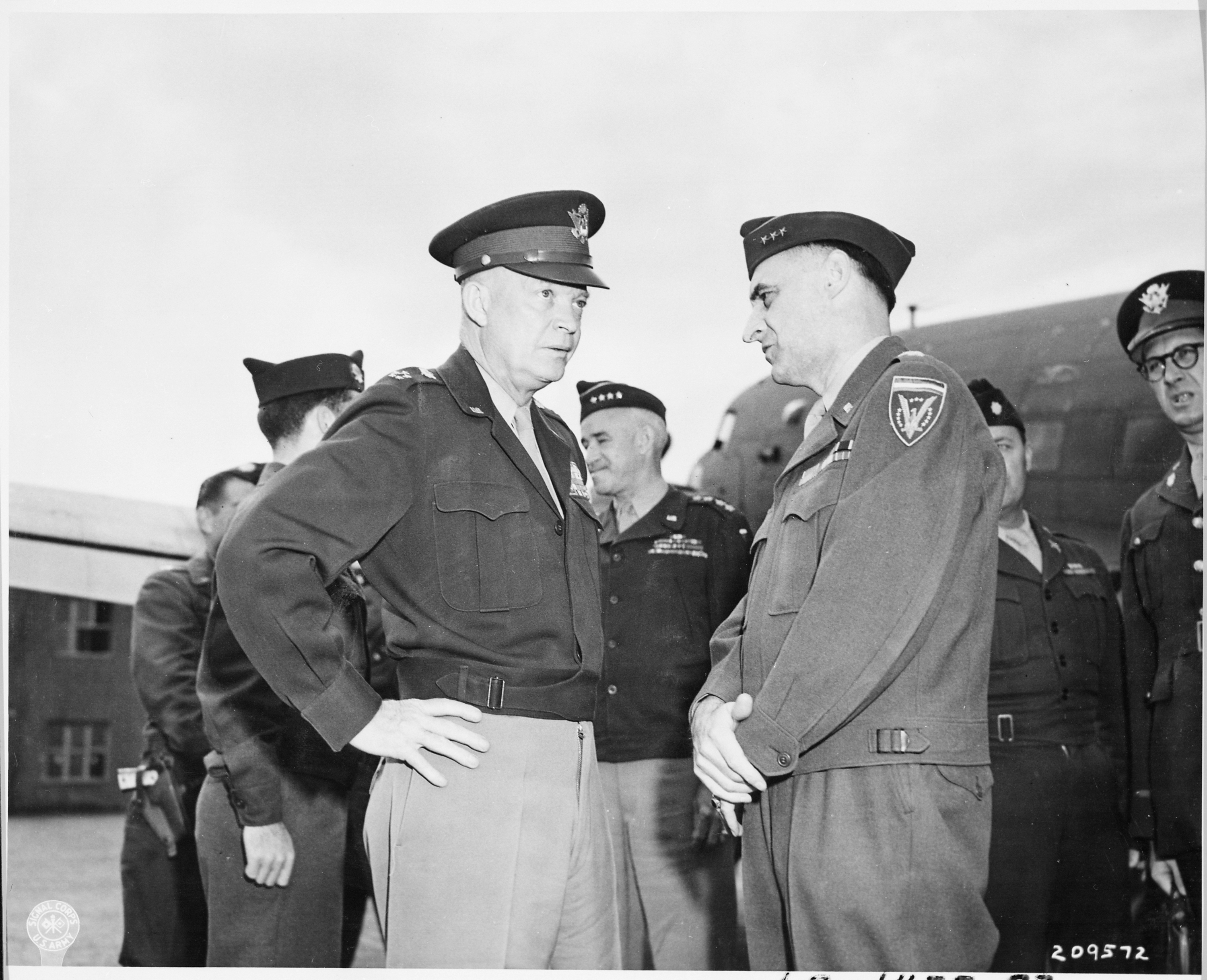
Generál Eisenhower a generál Clay na letišti RAF Gatow během postupimské konference v roce 1945

Letiště sehrálo značnou roli během berlínské blokády jako jedno ze dvou tehdy fungujících letišť pro starty a přistání letadel, účastnících se tzv. leteckého mostu. Přistálo zde 28. června 1948 vůbec první letadlo tohoto zásobování ze vzduchu. Již během krátké doby zde bylo vyloženo 1000 tun potravin a materiálu za den. Během této operace (nazývané Plain Fair) byla britským letectvem nasazeny i hydroplány, které přistávaly na vodních plochách jezera Wannsee poblíž letiště).
Civilní doprava na letišti Gatow trvala pouze velice krátkou dobu a nehrála žádnou větší roli. Britská společnost BEA zahájila roku 1946 z tohoto letiště spojení se Západním Německem. Roku 1950 byl však civilní provoz koncentrován na letišti Berlín-Tempelhof. Protože se letiště nacházelo v britském sektoru, dbala britská administrace toho, že přistání a odlety veškerých návštěv příslušníků královského dvora se konaly na tomto letišti.
Dne 18. června 1994 opustili spojenci Berlín a letiště bylo předáno německé armádě. Letecký provoz byl však již roku 1995 pozastaven. Dnes se na pozemku letiště nacházejí kasárna a muzeum.